# Bratonci
Bratonci é uma vila localizada no município de Beltinci na Eslovênia. Possuía uma população estimada de 651 habitantes em 2020.